# Як в старому кіно
«Як в старому кіно» («Как в старом кино») — радянський телефільм 1989 року, знятий режисером Маратом Ларіним.

## Сюжет
Бенефіс радянської оперної співачки Лілії Амарфій.

## У ролях
- Лілія Амарфій — головна роль
- Левон Оганезов — роль другого плану
- Федір Чеханков — роль другого плану
- Наталія Крачковська — роль другого плану
- Віктор Кривонос — роль другого плану
- Сергій Алімпієв — Фредді

## Знімальна група
- Режисер — Марат Ларін
- Оператор — Олег Шорох